# 全国地域サッカーチャンピオンズリーグ2024
全国地域サッカーチャンピオンズリーグ2024（ぜんこくちいきサッカーチャンピオンズリーグ2024）は、2024年11月8日から11月24日まで茨城県、静岡県、島根県及び京都府で行われた48回目の全国地域サッカーチャンピオンズリーグ（地域CL）である。

## 概要
2024年10月11日に日本サッカー協会 (JFA) より大会要項が発表された。なお、2023年12月24日に行われたJFA臨時評議員会で審議された2024年事業計画書においては、1次リーグのうち中国サッカー協会所管分について岡山県美作ラグビー・サッカー場（岡山県美作市）で開催する計画とされていたが、のちに島根県での開催に変更されている。
大会そのもののレギュレーションについては前年度（2023年大会）のものを踏襲しているが、日本フットボールリーグ (JFL) 所属のソニー仙台FCが2024シーズン限りでチームとしての活動を終了することを決定し、JFLに退会届を提出したことを受けて、2024年10月3日に開催されたJFL理事会において、ソニー仙台FCの退会届を受理した上で、JFLと地域リーグの入れ替えについて、JFL規約に基づき「JFLの最下位と地域CL 1位が自動入れ替え、JFLの15位（最下位の次）と地域CL 2位が入れ替え戦」としていたものを、次のとおりに変更することにした。
- 地域CL 1位はJFLへ自動昇格、地域CL 2位はJFLのソニー仙台を除いた最下位チームと入れ替え戦を行う（JFLからの自動降格は実施しない）。
- 地域CL 1位と2位のいずれかのみがJFLの入会基準を満たす場合、基準を満たしたチームがJFLへ自動昇格する（入れ替え戦は実施せず、ソニー仙台を除いたJFL最下位もJFLに残留する）。
- 地域CL 1位と2位のいずれもJFLの入会基準を満たさない場合、地域CL 3位→4位の順でJFLの入会基準を満たしたチームを自動昇格する（入れ替え戦は実施せず、ソニー仙台を除いたJFL最下位もJFLに残留する）。

## 会場
| 組 | 試合会場名                         | 所在地             | 画像 |
| -- | ---------------------------------- | ------------------ | ---- |
| A  | 磐田スポーツ交流の里ゆめりあ球技場 | 静岡県磐田市       |      |
| B  | ひたちなか市総合運動公園陸上競技場 | 茨城県ひたちなか市 |      |
| C  | 松江市営陸上競技場                 | 島根県松江市       |      |

| 試合会場名             | 所在地             | 画像 |
| ---------------------- | ------------------ | ---- |
| たけびしスタジアム京都 | 京都府京都市右京区 |      |

## 出場チーム
JFAの発表した大会要項に基づく。
1. 2024年度各地域リーグ優勝チーム (9チーム)
  - 北海道：北海道十勝スカイアース
  - 東北1部：ブランデュー弘前FC
  - 関東1部：VONDS市原FC
  - 北信越1部：福井ユナイテッドFC
  - 東海1部：FC.ISE-SHIMA
  - 関西1部：飛鳥FC
  - 中国：福山シティFC
  - 四国：FC徳島
  - 九州：ヴェロスクロノス都農
2. 第60回全国社会人サッカー選手権大会出場チームより最大3チーム（JFL入会を希望し、ベスト4以上かつ地域最上位リーグに所属し、1.により出場権を獲得していない上位3チーム）
  - 優勝：JAPANサッカーカレッジ（北信越1部3位）
  - 3位：ジェイリースFC（九州2位）
  - 4位：FC刈谷（東海1部2位）
    - 準々決勝終了時点でベスト4が上記3クラブとFC徳島（四国1位で出場権獲得済み）となったため、3チームの出場が確定[5]。
3. 1.および2.の条件で12チームに満たない場合は各地域リーグで2位となったJリーグ百年構想クラブを補充する（複数存在する場合はJリーグ百年構想クラブに承認された順序が早いクラブを優先する。また、この要件での出場権獲得は各クラブ1回限りとする）。
  - 1.及び2.の条件で12チームに達したため、適用せず（仮に適用された場合、関東1部2位の東京23FCが対象であった）
4. 1.から3.の条件で12チームに満たない場合は、地域リーグ2位チームの中で、JFLへ入会を希望するチームを「2010年6月末の全国社会人サッカー連盟加盟登録チームの多い順番（関東→関西→九州→東海→北海道→中国→北信越→東北→四国）」で巡回し輪番により補充する（2024年度は東北→四国→関東の順）。
  - 1.から3.の条件で12チームに達したため、適用せず

## 試合方式
JFAの発表した大会要項に基づく。
- 1次ラウンドは出場12チームを4チームずつ3グループに分け、1回戦総当たりリーグ戦を戦う。各グループ1位の3チームと、各グループ2位のうち成績最上位チームの計4チームが決勝ラウンドに進出する。決勝ラウンドも4チームが1回戦総当たりリーグ戦を戦う。
  - グループ分けについては、2024年10月26日にJFA事務局の入居するトヨタ東京ビル内会議室にて行われ、関西サッカーリーグの公式YouTubeチャンネルで生配信された[6]。
    1. 各地域リーグ優勝チームのうち1次ラウンド会場を含む地域である3チーム（ひたちなか：市原、磐田ゆめりあ：伊勢志摩、松江市陸：福山。便宜上「第1グループ」と表現する）、これ以外の各地域リーグ優勝チーム6チーム（同「第2グループ」）、全社枠で出場する3チーム（JSC、Jリース、刈谷。同「第3グループ」）を振り分ける。これにより、「第1グループ」と「第3グループ」の各チームは同一のグループにならないことがあらかじめ決まっている。
    2. グループ名（A・B・C）を記したボールを1つずつ入れた「ポット1」「ポット3」と2つずつ入れた「ポット2」、グループごとのポジション番号（A-1 - C-4）を記したボールを入れた3種類の「ポットA・B・C」、1から4の番号の書かれた「抽選箱」を用意する。
    3. まず「抽選箱」を3回抽選し、グループごとの決勝ラウンドのポジションを決定する。残ったポジションはワイルドカード（1次ラウンド2位最上位）の枠となる。
    4. 次に、第1グループの3チームが「ポット1」を抽選し、これに対応した「ポットA・B・C」を抽選して、1次ラウンド会場とグループを紐付けると共に、各チームのポジションを決定する。
    5. 続いて、第2グループの6チームが「ポット2」と、これに対応した「ポットA・B・C」を抽選して、各チームのポジションを決定する。
    6. 最後に、第3グループの3チームが「ポット3」を抽選し、各チームのポジションを決定する。この場合、同一地域リーグのチームと同じグループになる可能性については考慮されない。
- 試合は45分ハーフで延長戦・PK戦は行わない。
- 1次ラウンド・決勝ラウンドとも、試合ごとに勝ち点（勝利=3、引き分け=1、敗戦=0）を与え、3試合での累計勝ち点により順位を決定する。同勝ち点の場合は得失点差→総得点数→当該チーム間の対戦成績（各グループ2位の最上位を決める場合には比較対象としない）→反則ポイントで優劣を定め、それでも差がつかない場合は抽選とする。

## 試合スケジュール
組み合わせ抽選会は10月26日に行われた。

### 1次ラウンド

#### Aグループ
| 番 | チーム               | 試 | 勝 | 分 | 敗 | 得 | 失 | 差 | 点 | 出場権           |
| -- | -------------------- | -- | -- | -- | -- | -- | -- | -- | -- | ---------------- |
| A3 | ジェイリースFC (A)   | 3  | 2  | 1  | 0  | 5  | 3  | +2 | 7  | 決勝ラウンド進出 |
| A2 | ヴェロスクロノス都農 | 3  | 1  | 2  | 0  | 3  | 2  | +1 | 5  |                  |
| A1 | FC徳島               | 3  | 1  | 1  | 1  | 4  | 2  | +2 | 4  |                  |
| A4 | FC.ISE-SHIMA         | 3  | 0  | 0  | 3  | 2  | 7  | −5 | 0  |                  |

| #1 | 2024年11月8日 10:45 |

| FC徳島        | 1 - 1          | ヴェロスクロノス都農 |
| 高畠淳也 69分 | 公式記録 (PDF) | 上米良柊人 38分      |

| 磐田スポーツ交流の里ゆめりあ球技場 観客数: 284人 主審: 辛島宗烈 |

| #2 | 2024年11月8日 13:30 |

| ジェイリースFC                                | 3 - 2          | FC.ISE-SHIMA                  |
| 薗田卓馬 39分 · 荻野広大 58分 · 島津頼盛 63分 | 公式記録 (PDF) | 濱田竜輝 31分 · 宮寺優斗 34分 |

| 磐田スポーツ交流の里ゆめりあ球技場 観客数: 308人 主審: 塚原健 |

| #7 | 2024年11月9日 10:45 |

| FC徳島 | 0 - 1          | ジェイリースFC |
|        | 公式記録 (PDF) | 渡邊宥也 87分  |

| 磐田スポーツ交流の里ゆめりあ球技場 観客数: 259人 主審: 平塚将哲 |

| #8 | 2024年11月9日 13:30 |

| ヴェロスクロノス都農 | 1 - 0          | FC.ISE-SHIMA |
| 山田雄太 29分        | 公式記録 (PDF) |              |

| 磐田スポーツ交流の里ゆめりあ球技場 観客数: 321人 主審: 塚原健 |

| #13 | 2024年11月10日 10:45 |

| FC徳島                                      | 3 - 0          | FC.ISE-SHIMA |
| 南野心 15分 · 山原慧也 70分 · 東郷翼 90+4分 | 公式記録 (PDF) |              |

| 磐田スポーツ交流の里ゆめりあ球技場 観客数: 369人 主審: 平塚将哲 |

| #14 | 2024年11月10日 13:30 |

| ヴェロスクロノス都農 | 1 - 1          | ジェイリースFC |
| 山田雄太 63分        | 公式記録 (PDF) | 延祐太 13分    |

| 磐田スポーツ交流の里ゆめりあ球技場 観客数: 298人 主審: 辛島宗烈 |

#### Bグループ
| 番 | チーム             | 試 | 勝 | 分 | 敗 | 得 | 失 | 差 | 点 | 出場権           |
| -- | ------------------ | -- | -- | -- | -- | -- | -- | -- | -- | ---------------- |
| B1 | VONDS市原FC (A)    | 3  | 3  | 0  | 0  | 7  | 1  | +6 | 9  | 決勝ラウンド進出 |
| B3 | 飛鳥FC (A)         | 3  | 2  | 0  | 1  | 5  | 3  | +2 | 6  | 決勝ラウンド進出 |
| B2 | FC刈谷             | 3  | 1  | 0  | 2  | 7  | 6  | +1 | 3  |                  |
| B4 | ブランデュー弘前FC | 3  | 0  | 0  | 3  | 3  | 12 | −9 | 0  |                  |

| #3 | 2024年11月8日 10:45 |

| VONDS市原FC                                                | 4 - 0          | FC刈谷 |
| 鈴木魁人 7分 · 一木立一 23分 · 沼大希 64分 · 加藤勇司 71分 | 公式記録 (PDF) |        |

| ひたちなか市総合運動公園陸上競技場 観客数: 284人 主審: 宗像瞭 |

| #4 | 2024年11月8日 13:30 |

| 飛鳥FC                                         | 3 - 2          | ブランデュー弘前FC            |
| 大倉康輝 9分 · 大原彰輝 40分 · 清川流石 90+4分 | 公式記録 (PDF) | 高木輝之 16分 · 成田諒介 85分 |

| ひたちなか市総合運動公園陸上競技場 観客数: 202人 主審: 竹内清人 |

| #9 | 2024年11月9日 10:45 |

| VONDS市原FC | 1 - 0          | 飛鳥FC |
| 沼大希 84分 | 公式記録 (PDF) |        |

| ひたちなか市総合運動公園陸上競技場 観客数: 272人 主審: 髙木翔 |

| #10 | 2024年11月9日 13:30 |

| FC刈谷                                                                | 7 - 0          | ブランデュー弘前FC |
| 田中彰馬 12分, 28分, 60分 · 鈴木直人 35分, 44分, 85分 · 新井直登 75分 | 公式記録 (PDF) |                    |

| ひたちなか市総合運動公園陸上競技場 観客数: 326人 主審: 宗像瞭 |

| #15 | 2024年11月10日 10:45 |

| VONDS市原FC         | 2 - 1          | ブランデュー弘前FC |
| 加藤勇司 56分, 75分 | 公式記録 (PDF) | 5分 (OG)           |

| ひたちなか市総合運動公園陸上競技場 観客数: 367人 主審: 竹内清人 |

| #16 | 2024年11月10日 13:30 |

| FC刈谷 | 0 - 2          | 飛鳥FC                        |
|        | 公式記録 (PDF) | 瓜生紘大 47分 · 清川流石 59分 |

| ひたちなか市総合運動公園陸上競技場 観客数: 196人 主審: 髙木翔 |

#### Cグループ
| 番 | チーム                 | 試 | 勝 | 分 | 敗 | 得 | 失 | 差 | 点 | 出場権           |
| -- | ---------------------- | -- | -- | -- | -- | -- | -- | -- | -- | ---------------- |
| C2 | 福井ユナイテッドFC (A) | 3  | 1  | 2  | 0  | 1  | 0  | +1 | 5  | 決勝ラウンド進出 |
| C1 | 福山シティFC           | 3  | 1  | 1  | 1  | 4  | 1  | +3 | 4  |                  |
| C3 | 北海道十勝スカイアース | 3  | 1  | 1  | 1  | 2  | 5  | −3 | 4  |                  |
| C4 | JAPANサッカーカレッジ  | 3  | 1  | 0  | 2  | 2  | 3  | −1 | 3  |                  |

| #5 | 2024年11月8日 10:45 |

| 福山シティFC | 0 - 0          | 福井ユナイテッドFC |
|              | 公式記録 (PDF) |                    |

| 松江市営陸上競技場 観客数: 253人 主審: 西田裕貴 |

| #6 | 2024年11月8日 13:30 |

| 北海道十勝スカイアース           | 2 - 1          | JAPANサッカーカレッジ |
| 丸岡悟 23分 (PK) · 兼田寛也 57分 | 公式記録 (PDF) | 宮嶋祐槻 90分         |

| 松江市営陸上競技場 観客数: 157人 主審: 眞尾龍 |

| #11 | 2024年11月9日 10:45 |

| 福山シティFC                                                         | 4 - 0          | 北海道十勝スカイアース |
| 大久保龍一 28分 · 吉井佑将 31分 · 藤井敦仁 45+2分 (PK) · 高橋佳 81分 | 公式記録 (PDF) |                        |

| 松江市営陸上競技場 観客数: 310人 主審: 宇田川恭弘 |

| #12 | 2024年11月9日 13:30 |

| 福井ユナイテッドFC | 1 - 0          | JAPANサッカーカレッジ |
| 中島偉吹 77分      | 公式記録 (PDF) |                       |

| 松江市営陸上競技場 観客数: 261人 主審: 西田裕貴 |

| #17 | 2024年11月10日 10:45 |

| 福山シティFC | 0 - 1          | JAPANサッカーカレッジ |
|              | 公式記録 (PDF) | 渡辺亮太 11分         |

| 松江市営陸上競技場 観客数: 372人 主審: 眞尾龍 |

| #18 | 2024年11月10日 13:30 |

| 福井ユナイテッドFC | 0 - 0          | 北海道十勝スカイアース |
|                    | 公式記録 (PDF) |                        |

| 松江市営陸上競技場 観客数: 262人 主審: 宇田川恭弘 |

#### 各グループ2位
| 組 | チーム               | 試 | 勝 | 分 | 敗 | 得 | 失 | 差 | 点 | 出場権           |
| -- | -------------------- | -- | -- | -- | -- | -- | -- | -- | -- | ---------------- |
| B  | 飛鳥FC (A)           | 3  | 2  | 0  | 1  | 5  | 3  | +2 | 6  | 決勝ラウンド進出 |
| A  | ヴェロスクロノス都農 | 3  | 1  | 2  | 0  | 3  | 2  | +1 | 5  |                  |
| C  | 福山シティFC         | 3  | 1  | 1  | 1  | 4  | 1  | +3 | 4  |                  |

### 決勝ラウンド
| 組 | チーム             | 試 | 勝 | 分 | 敗 | 得 | 失 | 差 | 点 | 昇格                          |
| -- | ------------------ | -- | -- | -- | -- | -- | -- | -- | -- | ----------------------------- |
| WC | 飛鳥FC (C, P)      | 3  | 2  | 0  | 1  | 4  | 5  | −1 | 6  | JFLへ昇格                     |
| B  | VONDS市原FC (Q)    | 3  | 1  | 1  | 1  | 7  | 5  | +2 | 4  | 入れ替え戦（vsJFL16位）に出場 |
| C  | 福井ユナイテッドFC | 3  | 1  | 1  | 1  | 9  | 9  | 0  | 4  |                               |
| A  | ジェイリースFC     | 3  | 0  | 2  | 1  | 4  | 5  | −1 | 2  |                               |

| #19 | 2024年11月20日 10:45 |

| 飛鳥FC                | 2 - 1          | VONDS市原FC   |
| 清川流石 10分, 90+4分 | 公式記録 (PDF) | 一木立一 53分 |

| たけびしスタジアム京都 観客数: 395人 主審: 舟橋崇正 |

| #20 | 2024年11月20日 13:30 |

| 福井ユナイテッドFC                       | 3 - 3          | ジェイリースFC                                |
| 髙貝樹幹 5分, 8分 · 大石治寿 90+3分 (PK) | 公式記録 (PDF) | 佐藤昂洋 28分 · 薗田卓馬 36分 · 松本怜 45+3分 |

| たけびしスタジアム京都 観客数: 439人 主審: 足立正輝 |

| #21 | 2024年11月22日 10:45 |

| 飛鳥FC | 0 - 3          | 福井ユナイテッドFC                          |
|        | 公式記録 (PDF) | 榎本響 46分 · 市川侑麻 70分 · 大石治寿 86分 |

| たけびしスタジアム京都 観客数: 587人 主審: 西田裕貴 |

| #22 | 2024年11月22日 13:30 |

| VONDS市原FC | 0 - 0          | ジェイリースFC |
|             | 公式記録 (PDF) |                |

| たけびしスタジアム京都 観客数: 456人 主審: 大原謙哉 |

| #23 | 2024年11月24日 10:45 |

| 飛鳥FC                        | 2 - 1          | ジェイリースFC |
| 清川流石 40分 · 井口椋介 81分 | 公式記録 (PDF) | 延祐太 39分    |

| たけびしスタジアム京都 観客数: 903人 主審: 田邉裕樹 |

| #24 | 2024年11月24日 13:30 |

| VONDS市原FC                                                                                    | 6 - 3          | 福井ユナイテッドFC                            |
| 清原翔平 7分 · 吉田力也 40分 · 一木立一 69分 · 加藤勇司 80分 · 櫻庭晴人 86分 · 谷口智紀 90+4分 | 公式記録 (PDF) | 和田達也 24分 · 大石治寿 73分 · 北脇健慈 84分 |

| たけびしスタジアム京都 観客数: 1176人 主審: 川勝彬史 |

## 最終結果
- 優勝：飛鳥FC - 12月5日に行われたJFL理事会において、JFLへの入会が正式に承認[7]
- 2位：VONDS市原FC - 大会終了後の入れ替え戦でミネベアミツミFC（JFL16位）に敗れ、地域リーグ（関東1部）残留が決定[8]
- 3位：福井ユナイテッドFC
- 4位：ジェイリースFC